# Đồi 61
Đồi is een xã in het Vietnamese district Trảng Bom, provincie Đồng Nai. Đồi ligt ongeveer 20 kilometer oostelijk van de stad Biên Hòa en twee kilometer zuidwestelijk van Trảng Bom. Het getal 61 geeft aan, hoeveel andere dorpen er zijn met de naam Đồi.